# Cephalotaxaceae
Famille
La famille des Céphalotaxacées regroupe des plantes pinophytes (ou conifères) de l'ordre des Pinales; elle comprend 20 espèces réparties en 3 genres, parfois inclus dans les Taxacées :
- Amentotaxus (parfois inclus dans les Taxaceae)
- Cephalotaxus Siebold et Zucc. ex Endl.
- Torreya Arn. (parfois inclus dans les Taxaceae)

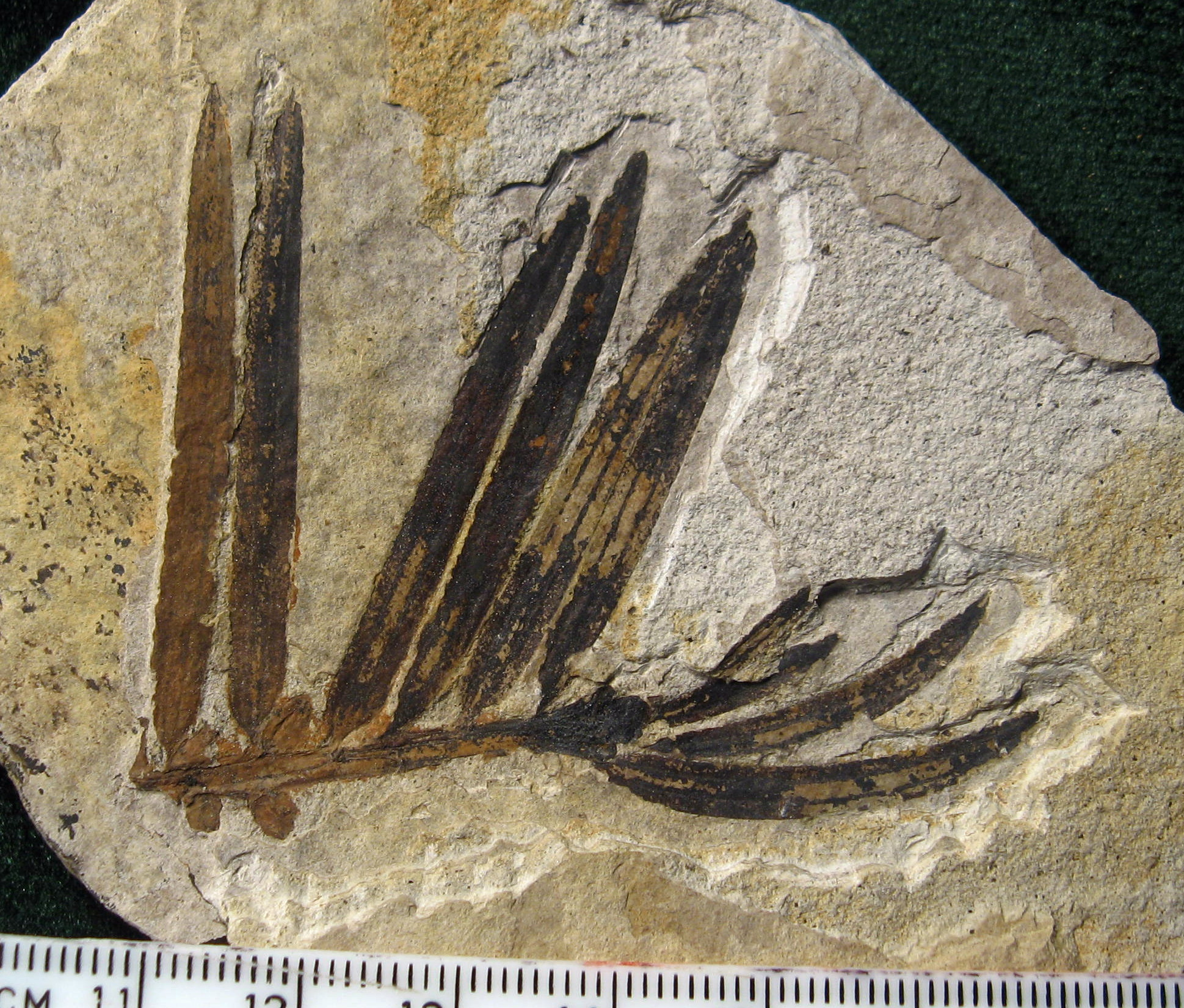
Branche dAmentotaxus avec aiguilles. Klondike Mountain, Ferry County, Washington, USA, Eocène, Yprésien (49 million d'années), Largeur : 6.2 cm